# Battaglia di Thurii
La battaglia di Thurii è una battaglia navale svoltasi fra l'Antica Roma e la colonia greca di Tarentum.
Dopo la battaglia, che si concluse con la vittoria di Roma, Tarentum cercò l'aiuto militare di Pirro, re dell'Epiro. Motivato dai suoi obblighi diplomatici con Tarentum e da un desiderio personale di una carriera militare, Pirro fece sbarcare un esercito di 25 000 uomini, con un contingente di elefanti da guerra sul territorio italico nel 280 a.C., al quale si unirono i soldati Greci e parte dei Sabelli che si rivoltarono contro il dominio romano.